# Séries éliminatoires de la Coupe Stanley 1941
Année précédente Année suivante
Les séries éliminatoires de la Coupe Stanley 1941 font suite à la saison 1940-1941 de la Ligue nationale de hockey. Les Bruins de Boston remportent la Coupe Stanley en battant en finale les Red Wings de Détroit sur le score de 4 matchs à 0.

## Tableau récapitulatif
|  | Quarts de finale  | Quarts de finale       | Quarts de finale | Quarts de finale       |                   |                      | Demi-finales                            | Demi-finales                            | Demi-finales                            | Demi-finales                            |  |  | Finale               | Finale               | Finale               | Finale               |
|  |                   |                        |                  |                        |                   |                      |                                         |                                         |                                         |                                         |  |  |                      |                      |                      |                      |
|  |                   |                        |                  |                        |                   |                      | 20, 22, 25, 27, 29 mars, 1er et 3 avril | 20, 22, 25, 27, 29 mars, 1er et 3 avril | 20, 22, 25, 27, 29 mars, 1er et 3 avril | 20, 22, 25, 27, 29 mars, 1er et 3 avril |  |  | 6, 8, 10 et 12 avril | 6, 8, 10 et 12 avril | 6, 8, 10 et 12 avril | 6, 8, 10 et 12 avril |
|  |                   |                        |                  |                        |                   |                      | 20, 22, 25, 27, 29 mars, 1er et 3 avril | 20, 22, 25, 27, 29 mars, 1er et 3 avril | 20, 22, 25, 27, 29 mars, 1er et 3 avril | 20, 22, 25, 27, 29 mars, 1er et 3 avril |  |  | 6, 8, 10 et 12 avril | 6, 8, 10 et 12 avril | 6, 8, 10 et 12 avril | 6, 8, 10 et 12 avril |
|  |                   |                        |                  |                        |                   |                      | 20, 22, 25, 27, 29 mars, 1er et 3 avril | 20, 22, 25, 27, 29 mars, 1er et 3 avril | 20, 22, 25, 27, 29 mars, 1er et 3 avril | 20, 22, 25, 27, 29 mars, 1er et 3 avril |  |  | 6, 8, 10 et 12 avril | 6, 8, 10 et 12 avril | 6, 8, 10 et 12 avril | 6, 8, 10 et 12 avril |
|  |                   |                        |                  |                        |                   |                      | 20, 22, 25, 27, 29 mars, 1er et 3 avril | 20, 22, 25, 27, 29 mars, 1er et 3 avril | 20, 22, 25, 27, 29 mars, 1er et 3 avril | 20, 22, 25, 27, 29 mars, 1er et 3 avril |  |  | 6, 8, 10 et 12 avril | 6, 8, 10 et 12 avril | 6, 8, 10 et 12 avril | 6, 8, 10 et 12 avril |
|  |                   |                        |                  |                        |                   |                      | 20, 22, 25, 27, 29 mars, 1er et 3 avril | 20, 22, 25, 27, 29 mars, 1er et 3 avril | 20, 22, 25, 27, 29 mars, 1er et 3 avril | 20, 22, 25, 27, 29 mars, 1er et 3 avril |  |  | 6, 8, 10 et 12 avril | 6, 8, 10 et 12 avril | 6, 8, 10 et 12 avril | 6, 8, 10 et 12 avril |
|  | 1                 | Bruins de Boston       | 4                | 4                      |                   |                      |                                         |                                         |                                         |                                         |  |  | 6, 8, 10 et 12 avril | 6, 8, 10 et 12 avril | 6, 8, 10 et 12 avril | 6, 8, 10 et 12 avril |
|  | 1                 | Bruins de Boston       | 4                | 4                      |                   |                      |                                         |                                         |                                         |                                         |  |  | 6, 8, 10 et 12 avril | 6, 8, 10 et 12 avril | 6, 8, 10 et 12 avril | 6, 8, 10 et 12 avril |
|  |                   |                        | 2                | Maple Leafs de Toronto | 3                 | 3                    |                                         |                                         |                                         |                                         |  |  | 6, 8, 10 et 12 avril | 6, 8, 10 et 12 avril | 6, 8, 10 et 12 avril | 6, 8, 10 et 12 avril |
|  |                   |                        |                  |                        | 3                 | 3                    |                                         |                                         |                                         |                                         |  |  | 6, 8, 10 et 12 avril | 6, 8, 10 et 12 avril | 6, 8, 10 et 12 avril | 6, 8, 10 et 12 avril |
|  |                   | 27 et 30 mars          |                  |                        |                   |                      |                                         |                                         |                                         |                                         |  |  | 6, 8, 10 et 12 avril | 6, 8, 10 et 12 avril | 6, 8, 10 et 12 avril | 6, 8, 10 et 12 avril |
|  |                   |                        |                  |                        |                   |                      |                                         |                                         |                                         |                                         |  |  | 6, 8, 10 et 12 avril | 6, 8, 10 et 12 avril | 6, 8, 10 et 12 avril | 6, 8, 10 et 12 avril |
|  | 1                 | Bruins de Boston       | 4                | 4                      |                   |                      |                                         |                                         |                                         |                                         |  |  |                      |                      |                      |                      |
|  | 1                 | Bruins de Boston       | 4                | 4                      | 20, 22 et 24 mars |                      |                                         |                                         |                                         |                                         |  |  |                      |                      |                      |                      |
|  |                   |                        | 3                | Red Wings de Détroit   | 0                 | 0                    |                                         |                                         |                                         |                                         |  |  |                      |                      |                      |                      |
|  | 3                 | Red Wings de Détroit   | 3                | Red Wings de Détroit   | 0                 | 0                    | 2                                       | 2                                       |                                         |                                         |  |  |                      |                      |                      |                      |
|  | 3                 | Red Wings de Détroit   |                  |                        |                   |                      |                                         |                                         |                                         |                                         |  |  |                      |                      |                      |                      |
|  | 4                 | Rangers de New York    | 1                | 1                      |                   |                      |                                         |                                         |                                         |                                         |  |  |                      |                      |                      |                      |
|  | 4                 | Rangers de New York    | 1                | 1                      | 3                 | Red Wings de Détroit | 2                                       | 2                                       |                                         |                                         |  |  |                      |                      |                      |                      |
|  | 20, 22 et 25 mars |                        |                  |                        | 3                 | Red Wings de Détroit | 2                                       | 2                                       |                                         |                                         |  |  |                      |                      |                      |                      |
|  |                   |                        | 5                | Black Hawks de Chicago | 0                 | 0                    |                                         |                                         |                                         |                                         |  |  |                      |                      |                      |                      |
|  | 5                 | Black Hawks de Chicago | 5                | Black Hawks de Chicago | 0                 | 0                    | 2                                       | 2                                       |                                         |                                         |  |  |                      |                      |                      |                      |
|  | 5                 | Black Hawks de Chicago |                  |                        |                   |                      |                                         | 2                                       |                                         |                                         |  |  |                      |                      |                      |                      |
|  | 6                 | Canadiens de Montréal  | 1                | 1                      |                   |                      |                                         |                                         |                                         |                                         |  |  |                      |                      |                      |                      |
|  | 6                 | Canadiens de Montréal  | 1                | 1                      |                   |                      |                                         |                                         |                                         |                                         |  |  |                      |                      |                      |                      |
|  |                   |                        |                  |                        |                   |                      |                                         |                                         |                                         |                                         |  |  |                      |                      |                      |                      |

## Détails des séries

### Quarts de finale

#### Détroit contre Rangers de New York
| 20 mars | Red Wings de Détroit | 2-1 | Rangers de New York | Olympia Stadium 7 488 spectateurs |

| Feuille de match | Feuille de match                                                              | Feuille de match | Feuille de match                           | Feuille de match                      |
| ---------------- | ----------------------------------------------------------------------------- | ---------------- | ------------------------------------------ | ------------------------------------- |
|                  | Liscombe (Motter) — 34 min 39 s - Howe (Goodfellow, Giesebrecht) — 52 min 1 s | 1-0 1-1 2-1      | - Patrick (Watson, Heller) — 44 min 33 s - | Arbitrage : King Clancy Archie Wilcox |
| Mowers           | Gardiens                                                                      | Kerr             |                                            | Arbitrage : King Clancy Archie Wilcox |
|                  |                                                                               |                  |                                            | Arbitrage : King Clancy Archie Wilcox |
|                  |                                                                               |                  |                                            | Arbitrage : King Clancy Archie Wilcox |

| 22 mars | Rangers de New York | 3-1 (1-0, 1-1, 1-0) | Red Wings de Détroit | Madison Square Garden 14 000 spectateurs |

| Feuille de match | Feuille de match | Feuille de match | Feuille de match                              | Feuille de match                      |
| ---------------- | --- | ---------------- | --------------------------------------------- | ------------------------------------- |
|                  | Pratt (Watson, Hextall) — 18 min 38 s - Shibicky (M. Colville, N. Colville) — 31 min 30 s M. Colville (Pratt) — 59 min 31 s | 1-0 1-1 2-1 3-1  | - Grosso (Orlando, Jennings) — 23 min 2 s - - | Arbitrage : Mickey Ion Danny McFadyen |
| Kerr             | Gardiens | Mowers           |                                               | Arbitrage : Mickey Ion Danny McFadyen |
|                  | |                  |                                               | Arbitrage : Mickey Ion Danny McFadyen |
|                  | |                  |                                               | Arbitrage : Mickey Ion Danny McFadyen |

| 24 mars | Red Wings de Détroit | 3-2 (2-1, 0-0, 1-1) | Rangers de New York | Olympia Stadium |

| Feuille de match | Feuille de match                                                                                                 | Feuille de match    | Feuille de match                                             | Feuille de match                    |
| ---------------- | --- | ------------------- | ------------------------------------------------------------ | ----------------------------------- |
|                  | Jennings (Grosso, Stewart) — 11 min 38 s - Stewart (Grosso, Abel) — 19 min 48 s Bruneteau (Howe) — 49 min 39 s - | 1-0 1-1 2-1 3-1 3-2 | - MacDonald — 15 min 25 s - N. Colville (Pike) — 50 min 51 s | Arbitrage : Bill Stewart A.G. Smith |
| Mowers           | Gardiens | Kerr                |                                                              | Arbitrage : Bill Stewart A.G. Smith |
|                  | |                     |                                                              | Arbitrage : Bill Stewart A.G. Smith |
|                  | |                     |                                                              | Arbitrage : Bill Stewart A.G. Smith |

#### Chicago contre Montréal
| 20 mars | Black Hawks de Chicago | 2-1 (1-1, 0-0, 1-0) | Canadiens de Montréal | Chicago Stadium 12 306 spectateurs |

| Feuille de match | Feuille de match                                                               | Feuille de match | Feuille de match      | Feuille de match                        |
| ---------------- | ------------------------------------------------------------------------------ | ---------------- | --------------------- | --------------------------------------- |
|                  | - Allen (Dahlstrom) — 16 min 21 s M. Bentley (D. Bentley, March) — 47 min 57 s | 0-1 1-1 2-1      | Lach — 8 min 14 s - - | Arbitrage : Bill Stewart Rabbit McVeigh |
| LoPresti         | Gardiens                                                                       | Gardiner         |                       | Arbitrage : Bill Stewart Rabbit McVeigh |
|                  |                                                                                |                  |                       | Arbitrage : Bill Stewart Rabbit McVeigh |
|                  |                                                                                |                  |                       | Arbitrage : Bill Stewart Rabbit McVeigh |

| 22 mars | Canadiens de Montréal | 4-3 (2 pr) (2-1, 1-1, 0-1, 1-0) | Black Hawks de Chicago | Forum de Montréal |

| Feuille de match | Feuille de match | Feuille de match            | Feuille de match                                                                                                  | Feuille de match                      |
| ---------------- | --- | --------------------------- | --- | ------------------------------------- |
|                  | - Benoit (Blake, Quilty) — 8 min 1 s Benoit (Blake) — 14 min 2 s - Benoit (Portland) — 30 min 51 s - Sands (Getliffe, Chamberlain) — 94 min 4 s | 0-1 1-1 2-1 2-2 3-2 3-3 4-3 | Dahlstrom (Mariucci) — 2 min 33 s - Cooper (March, M. Bentley) — 23 min 13 s - March (M. Bentley) — 50 min 13 s - | Arbitrage : King Clancy Bill Chadwick |
| Gardiner         | Gardiens | LoPresti                    | | Arbitrage : King Clancy Bill Chadwick |
|                  | |                             | | Arbitrage : King Clancy Bill Chadwick |
|                  | |                             | | Arbitrage : King Clancy Bill Chadwick |

| 25 mars | Black Hawks de Chicago | 3-2 (1-0, 1-2, 1-0) | Canadiens de Montréal | Chicago Stadium |

| Feuille de match | Feuille de match | Feuille de match    | Feuille de match                                                              | Feuille de match                      |
| ---------------- | --- | ------------------- | ----------------------------------------------------------------------------- | ------------------------------------- |
|                  | Allen (Mariucci, Dahlstrom) — 14 min 56 s Dahlstrom (Allen, Papike) — 32 min 11 s - Dahlstrom (Papike, Allen) — 43 min 31 s | 1-0 2-0 2-1 2-2 3-2 | - Benoit (Blake, Quilty) — 38 min 37 s Getliffe (Chamberlain) — 38 min 58 s - | Arbitrage : Mickey Ion Rabbit McVeigh |
| LoPresti         | Gardiens | Gardiner            |                                                                               | Arbitrage : Mickey Ion Rabbit McVeigh |
|                  | |                     |                                                                               | Arbitrage : Mickey Ion Rabbit McVeigh |
|                  | |                     |                                                                               | Arbitrage : Mickey Ion Rabbit McVeigh |

### Demi-finales

#### Boston contre Toronto
Les Bruins de Boston éliminent les Maple Leafs de Toronto en 7 renconytres.
Lors du troisième match, Syl Apps, de retour après un mois d'absence en raison d'une blessure au genou, marque 3 buts et 1 aide pour un total de 4 points lors de la victoire de son équipe 7-2.
| 20 mars | Bruins de Boston | 3-0 (0-0, 1-0, 2-0) | Maple Leafs de Toronto | Boston Garden |

| Feuille de match | Feuille de match                                                                                            | Feuille de match | Feuille de match | Feuille de match                     |
| ---------------- | --- | ---------------- | ---------------- | ------------------------------------ |
|                  | Hollett (Reardon) — 35 min 33 s Reardon (A. Jackson) — 58 min 31 s Wiseman (Clapper, Schmidt) — 59 min 24 s | 1-0 2-0 3-0      | - -              | Arbitrage : Mickey Ion Bill Chadwick |
| Broda            | Gardiens | Brimsek          |                  | Arbitrage : Mickey Ion Bill Chadwick |
|                  | |                  |                  | Arbitrage : Mickey Ion Bill Chadwick |
|                  | |                  |                  | Arbitrage : Mickey Ion Bill Chadwick |

| 22 mars | Bruins de Boston | 3-5 (2-0, 0-4, 1-1) | Maple Leafs de Toronto | Boston Garden 16 200 spectateurs |

| Feuille de match | Feuille de match                                                                                           | Feuille de match                | Feuille de match | Feuille de match                        |
| ---------------- | --- | ------------------------------- | --- | --------------------------------------- |
|                  | Wiseman (Conacher, A. Jackson) — 8 min 13 s Schmidt — 9 min 47 s - Wiseman (Conacher, A. Jackson) — 54 min | 1-0 2-0 2-1 2-2 2-3 2-4 2-5 3-5 | - Drillon (Davidson) — 22 min 33 s Hamilton (Heron) — 27 min 30 s N. Metz (Stanowski) — 35 min N. Metz (Davidson) — 35 min 47 s D. Metz — 51 min 44 s - | Arbitrage : Bill Stewart Danny McFadyen |
| Brimsek          | Gardiens                                                                                                   | Broda                           | | Arbitrage : Bill Stewart Danny McFadyen |
|                  | |                                 | | Arbitrage : Bill Stewart Danny McFadyen |
|                  | |                                 | | Arbitrage : Bill Stewart Danny McFadyen |

| 25 mars | Maple Leafs de Toronto | 7-2 (1-1, 3-1, 3-0) | Bruins de Boston | Maple Leafs Garden 13 825 spectateurs |

| Feuille de match | Feuille de match | Feuille de match                    | Feuille de match                                                            | Feuille de match       |
| ---------------- | --- | ----------------------------------- | --------------------------------------------------------------------------- | ---------------------- |
|                  | Schriner (Taylor, D. Metz) — 18 min 3 s Apps (Hamilton, N. Metz) — 26 min 58 s Mc Donald (N. Metz) — 33 min 46 s Apps (Drillon, N. Metz) — 37 min 35 s Schriner (Taylor) — 46 min 26 s Apps (Stanowski) — 56 min 43 s N. Metz (Apps, Drillon) — 57 min 5 s | 0-1 1-1 1-2 2-2 3-2 4-2 5-2 6-2 7-2 | Schmidt (Hollett, Bauer) — 13 min 34 s Cain (Reardon, Hollett) — 25 min 7 s | Arbitrage : Clancy Cox |
| Broda            | Gardiens | Brimsek                             |                                                                             | Arbitrage : Clancy Cox |
|                  | |                                     |                                                                             | Arbitrage : Clancy Cox |
|                  | |                                     |                                                                             | Arbitrage : Clancy Cox |

| 27 mars | Maple Leafs de Toronto | 1-2 (0-0, 1-1, 0-1) | Bruins de Boston | Maple Leaf Gardens 14 824 spectateurs |

| Feuille de match | Feuille de match                            | Feuille de match | Feuille de match                                              | Feuille de match                      |
| ---------------- | ------------------------------------------- | ---------------- | ------------------------------------------------------------- | ------------------------------------- |
|                  | - Drillon (Apps, Stanowski) — 30 min 31 s - | 0-1 1-1 1-2      | Dumart (Schmidt) — 27 min 15 s - Cain (McReavy) — 48 min 13 s | Arbitrage : Mickey Ion Danny McFadyen |
| Broda            | Gardiens                                    | Brimsek          |                                                               | Arbitrage : Mickey Ion Danny McFadyen |
|                  |                                             |                  |                                                               | Arbitrage : Mickey Ion Danny McFadyen |
|                  |                                             |                  |                                                               | Arbitrage : Mickey Ion Danny McFadyen |

| 29 mars | Bruins de Boston | 1-2 (pr) (1-1, 0-0, 0-0, 0-1) | Maple Leafs de Toronto | Boston Garden |

| Feuille de match | Feuille de match                          | Feuille de match | Feuille de match                                                                    | Feuille de match                       |
| ---------------- | ----------------------------------------- | ---------------- | ----------------------------------------------------------------------------------- | -------------------------------------- |
|                  | - McReavy (Cain, Clapper) — 14 min 16 s - | 0-1 1-1 1-2      | Chisholm (Taylor, Schriner) — 5 min 58 s - Langelle (Heron, Hamilton) — 77 min 31 s | Arbitrage : Bill Chadwick Bill Stewart |
| Brimsek          | Gardiens                                  | Broda            |                                                                                     | Arbitrage : Bill Chadwick Bill Stewart |
|                  |                                           |                  |                                                                                     | Arbitrage : Bill Chadwick Bill Stewart |
|                  |                                           |                  |                                                                                     | Arbitrage : Bill Chadwick Bill Stewart |

| 1er avril | Maple Leafs de Toronto | 1-2 (0-0, 0-0, 1-2) | Bruins de Boston | Maple Leaf Gardens 14 890 spectateurs |

| Feuille de match | Feuille de match                    | Feuille de match | Feuille de match                                                 | Feuille de match                        |
| ---------------- | ----------------------------------- | ---------------- | ---------------------------------------------------------------- | --------------------------------------- |
|                  | Drillon (N. Metz) — 49 min 47 s - - | 1-0 1-1 1-2      | - Bauer (Hollett) — 50 min 39 s Cain (Reardon, Clapper) — 52 min | Arbitrage : King Clancy Charlie McVeigh |
| Broda            | Gardiens                            | Brimsek          |                                                                  | Arbitrage : King Clancy Charlie McVeigh |
|                  |                                     |                  |                                                                  | Arbitrage : King Clancy Charlie McVeigh |
|                  |                                     |                  |                                                                  | Arbitrage : King Clancy Charlie McVeigh |

| 3 avril | Bruins de Boston | 2-1 (1-1, 0-0, 1-0) | Maple Leafs de Toronto | Boston Garden 16 200 spectateurs |

| Feuille de match | Feuille de match                                                     | Feuille de match | Feuille de match                      | Feuille de match                      |
| ---------------- | -------------------------------------------------------------------- | ---------------- | ------------------------------------- | ------------------------------------- |
|                  | - Hollett (Wiseman, Hill) — 14 min 32 s Hill (Wiseman) — 54 min 17 s | 0-1 1-1 2-1      | McDonald (Langelle) — 13 min 28 s - - | Arbitrage : Mickey Ion Danny McFadyen |
| Brimsek          | Gardiens                                                             | Broda            |                                       | Arbitrage : Mickey Ion Danny McFadyen |
|                  |                                                                      |                  |                                       | Arbitrage : Mickey Ion Danny McFadyen |
|                  |                                                                      |                  |                                       | Arbitrage : Mickey Ion Danny McFadyen |

#### Détroit contre Chicago
| 27 mars | Red Wings de Détroit | 3-1 (1-0, 1-0, 1-1) | Black Hawks de Chicago | Olympia Stadium |

| Feuille de match | Feuille de match                                                                                            | Feuille de match | Feuille de match                           | Feuille de match                      |
| ---------------- | --- | ---------------- | ------------------------------------------ | ------------------------------------- |
|                  | Abel (Grosso, Howe) — 19 min 59 s Liscombe (Motter) — 30 min 15 s - Fisher (Liscombe, Motter) — 55 min 28 s | 1-0 2-0 2-1 3-1  | - March (Mariucci, MacKay) — 45 min 15 s - | Arbitrage : King Clancy Bill Chadwick |
| Mowers           | Gardiens | LoPresti         |                                            | Arbitrage : King Clancy Bill Chadwick |
|                  | |                  |                                            | Arbitrage : King Clancy Bill Chadwick |
|                  | |                  |                                            | Arbitrage : King Clancy Bill Chadwick |

| 30 mars | Black Hawks de Chicago | 1-2 (pr) (0-0, 1-1, 0-0, 0-1) | Red Wings de Détroit | Chicago Stadium 15 516 spectateurs |

| Feuille de match | Feuille de match                               | Feuille de match | Feuille de match                                                                    | Feuille de match                  |
| ---------------- | ---------------------------------------------- | ---------------- | ----------------------------------------------------------------------------------- | --------------------------------- |
|                  | - D. Bentley (March, Dahlstrom) — 24 min 2 s - | 0-1 1-1 1-2      | Motter (Liscombe, Howe) — 21 min 25 s - Giesebrecht (Howe, Bruneteau) — 69 min 15 s | Arbitrage : Mickey Ion A.G. Smith |
| LoPresti         | Gardiens                                       | Mowers           |                                                                                     | Arbitrage : Mickey Ion A.G. Smith |
|                  |                                                |                  |                                                                                     | Arbitrage : Mickey Ion A.G. Smith |
|                  |                                                |                  |                                                                                     | Arbitrage : Mickey Ion A.G. Smith |

### Finale
| 6 avril | Bruins de Boston | 3-2 (1-0, 1-0, 1-2) | Red Wings de Détroit | Boston Garden 16 000 spectateurs |

| Feuille de match | Feuille de match | Feuille de match    | Feuille de match                                                      | Feuille de match                        |
| ---------------- | --- | ------------------- | --------------------------------------------------------------------- | --------------------------------------- |
|                  | Wiseman (Conacher, Smith) — 13 min 26 s Schmidt (Dumart, Crawford) — 34 min 15 s McReavy (Schmidt, Crawford) — 49 min 16 s - - | 1-0 2-0 3-0 3-1 3-2 | - Liscombe (Jennings, Brown) — 50 min 55 s Howe (Brown) — 57 min 45 s | Arbitrage : Bill Stewart Danny McFadyen |
| Brimsek          | Gardiens | Mowers              |                                                                       | Arbitrage : Bill Stewart Danny McFadyen |
|                  | |                     |                                                                       | Arbitrage : Bill Stewart Danny McFadyen |
|                  | |                     |                                                                       | Arbitrage : Bill Stewart Danny McFadyen |

| 8 avril | Bruins de Boston | 2-1 (0-0, 0-0, 2-1) | Red Wings de Détroit | Boston Garden |

| Feuille de match | Feuille de match                                                       | Feuille de match | Feuille de match                            | Feuille de match                      |
| ---------------- | ---------------------------------------------------------------------- | ---------------- | ------------------------------------------- | ------------------------------------- |
|                  | - Reardon (Cain, Smith) — 54 min 35 s Conacher (Schmidt) — 57 min 45 s | 0-1 1-1 2-1      | Bruneteau (Howe, Orlando) — 42 min 41 s - - | Arbitrage : King Clancy Bill Chadwick |
| Brimsek          | Gardiens                                                               | Mowers           |                                             | Arbitrage : King Clancy Bill Chadwick |
|                  |                                                                        |                  |                                             | Arbitrage : King Clancy Bill Chadwick |
|                  |                                                                        |                  |                                             | Arbitrage : King Clancy Bill Chadwick |

| 10 avril | Red Wings de Détroit | 2-4 (2-2, 0-1, 0-1) | Bruins de Boston | Olympia Stadium |

| Feuille de match | Feuille de match                                                       | Feuille de match        | Feuille de match | Feuille de match                     |
| ---------------- | ---------------------------------------------------------------------- | ----------------------- | --- | ------------------------------------ |
|                  | Jennings (Grosso, Abel) — 3 min 15 s - Abel (Stewart) — 7 min 45 s - - | 1-0 1-1 2-1 2-2 2-3 2-4 | - Wiseman (Conacher, Hollett) — 3 min 57 s - Schmidt (Dumart, Bauer) — 14 min 7 s Schmidt (Dumart, Clapper) — 20 min 59 s A. Jackson (Reardon, Clapper) — 57 min 20 s | Arbitrage : Mickey Ion Dan MacFadyen |
| Mowers           | Gardiens                                                               | Brimsek                 | | Arbitrage : Mickey Ion Dan MacFadyen |
|                  |                                                                        |                         | | Arbitrage : Mickey Ion Dan MacFadyen |
|                  |                                                                        |                         | | Arbitrage : Mickey Ion Dan MacFadyen |

| 12 avril | Red Wings de Détroit | 1-3 (1-0, 0-3, 0-0) | Bruins de Boston | Olympia Stadium |

| Feuille de match | Feuille de match                               | Feuille de match | Feuille de match                                                                                          | Feuille de match                      |
| ---------------- | ---------------------------------------------- | ---------------- | --- | ------------------------------------- |
|                  | Liscombe (Howe, Giesebrecht) — 10 min 14 s - - | 1-0 1-1 1-2 1-3  | - Hollett (Schmidt) — 27 min 42 s Bauer (Schmidt) — 28 min 43 s Wiseman (Conacher, McReavy) — 39 min 32 s | Arbitrage : King Clancy Bill Chadwick |
| Mowers           | Gardiens                                       | Brimsek          | | Arbitrage : King Clancy Bill Chadwick |
|                  |                                                |                  | | Arbitrage : King Clancy Bill Chadwick |
|                  |                                                |                  | | Arbitrage : King Clancy Bill Chadwick |